# Pink Luv
Pink Luv là EP thứ năm của nhóm nhạc nữ Hàn Quốc Apink, được phát hành vào ngày 24 tháng 11 năm 2014. Bài hát chủ đề của album là "Luv".

## Phát hành và quảng bá
EP Pink Luv được phát hành vào ngày 24 tháng 11. Ngay khi phát hành, "Luv" đã đứng ở vị trí thứ 2 trên bảng xếp hạng Gaon Chart của Hàn Quốc và đứng vững suốt 2 tuần. "Luv" là ca khúc đầu tiên của nhóm giành ba chiến thắng 'triple crown' trên các chương trình ca nhạc hàng tuần (MTV The Show, Music Core và Inkigayo).
Nhóm đã trình diễn một phần của bài hát "Secret", và trình diễn trọn vẹn "Luv" trên KBS's Music Bank vào ngày 21 tháng 11. Nhóm cũng đã trình diễn trên các chương trình MBC's Show! Music Core, SBS's Inkigayo, SBS's The Show, MBC Music's Show Champion và Mnet's M! Countdown. Apink đã thắng 17 cúp trên các chương trình ca nhạc hàng tuần với "Luv".

## Danh sách bài hát
| Digital download | Digital download                                                                         | Digital download             | Digital download             | Digital download |
| STT              | Nhan đề                                                                                  | Phổ lời                      | Phổ nhạc                     | Thời lượng       |
| ---------------- | ---------------------------------------------------------------------------------------- | ---------------------------- | ---------------------------- | ---------------- |
| 1.               | "Luv"                                                                                    | Shinsadong Tiger Beom & Nang | Shinsadong Tiger Beom & Nang | 03:58            |
| 2.               | "Wanna Be"                                                                               | Park Cho-rong                | Son Young-jin Big Sancho     | 03:40            |
| 3.               | "Secret"                                                                                 | Lee Won-hee                  | Lee Won-hee                  | 03:57            |
| 4.               | "I'm Not an Angel" (천사가 아냐; Cheonsaga Anya)                                         | KZ D'Day                     | KZ Mr. Gomdol                | 03:26            |
| 5.               | "Once Upon a Time" (동화 같은 사랑; Donghwa Gateun Sarang; lit. "Love Like A Fairytale") | Duble Sidekick David Kim     | Duble Sidekick Tenzo & Tasco | 03:52            |
| 6.               | "Luv" (Instrumental)                                                                     |                              | Shinsadong Tiger Beom & Nang | 03:58            |
| Tổng thời lượng: | Tổng thời lượng:                                                                         | Tổng thời lượng:             | Tổng thời lượng:             | 22:51            |

| CD bonus tracks  | CD bonus tracks          | CD bonus tracks  | CD bonus tracks  | CD bonus tracks |
| STT              | Nhan đề                  | Phổ lời          | Phổ nhạc         | Thời lượng      |
| ---------------- | ------------------------ | ---------------- | ---------------- | --------------- |
| 7.               | "Good Morning Baby"      | Duble Sidekick   | Duble Sidekick   | 03:40           |
| 8.               | "My Darling" (Apink BnN) | Brave Brothers   | Brave Brothers   | 03:05           |
| Tổng thời lượng: | Tổng thời lượng:         | Tổng thời lượng: | Tổng thời lượng: | 29:36           |

## Xếp hạng

### Album
| Bảng xếp hạng            | Vị trí cao nhất |
| ------------------------ | --------------- |
| Gaon Weekly album chart  | 1               |
| Gaon Monthly album chart | 4               |
| Gaon Yearly album chart  | 36              |

### Doanh số và chứng nhận
| Nhà cung cấp          | Số lượng |
| --------------------- | -------- |
| Gaon physical sales   | 77.586+  |
| Oricon physical sales | 4.805+   |

## Lịch sử phát hành
| Quốc gia | Ngày       | Định dạng             | Nhãn đĩa                                |
| -------- | ---------- | --------------------- | --------------------------------------- |
| Hàn Quốc | 24/11/2014 | CD, Đĩa đơn tải xuống | A Cube Entertainment LOEN Entertainment |